# Anglické právo
Právo Anglie a Walesu nebo stručněji anglické právo (anglicky English law) je jedním ze systémů práva ve Spojeném království. Mezi Anglií a Walesem existuje právní a soudní unie, takže tyto dvě země Spojeného království tvoří jednu ze tří jeho jurisdikci, jeden ze tří právních řádů.
Právní systém, který se historicky v Anglii vyvinul, je v anglicky mluvících zemích znám pod názvem common law, jinde ve světě jako anglické nebo angloamerické právo.